# Naturhistorisk Museum
 For alternative betydninger, se Naturhistorisk Museum (flertydig). (Se også artikler, som begynder med Naturhistorisk Museum)
Naturhistorisk Museum, Aarhus ligger i Aarhus og har rødder helt tilbage til 1911, men fik først i 1941 hjemsted i Universitetsparken. Museet er en selvejende institution som finansieres ved tilskud fra Kulturministeriet, Aarhus Kommune og Aarhus Universitet samt ved egne indtægter.
Museet er fra 2004 tilsluttet den regionale kulturaftale mellem Kulturministeriet og Aarhus Kommune. Blandt de statsanerkendte museer under museumslovens § 16 har Naturhistorisk Museum den højeste publikationsaktivitet.
Naturhistorisk Museum ejer ydermere Molslaboratoriet, som gården Nedre Strandkær også kaldes – et feltlaboratorium og kursuscenter – som ligger midt i Mols Bjerge Nationalpark, på den sydlige del af Djursland samt et fjernlager i Trige nord for
Aarhus, der anvendes til opmagasinering af blandt andet museets spritsamling.

## Museets samlinger
Naturhistorisk Museum, Aarhus, er landets næststørste af sin art, både med hensyn til samlingernes størrelse og antal udstillingskvadratmeter. Ifølge en ministeriel redegørelse rummer museet samlinger af national betydning, og disse benyttes af forskere i både ind- og udland.
Størstedelen af museets samlinger opbevares i magasiner med fx skeletter, skind af fugle og pattedyr, skaller af snegle og muslinger, præparerede insekter osv. Kun en mindre del findes i udstillingerne. 

## Museets forskning
Museets forskning er koncentreret om flg. områder: Entomologi, ferskvandsøkologi, jordbundsbiologi, kulturlandskabets økologi, fauna samt bioakustik.
Museet er medlem af Det Rådgivende Forskningsudvalg for Naturhistorisk Museum og Statsbiblioteket. Udvalget er nedsat af Kulturministeriets forskningsudvalg med repræsentanter fra Statens Naturvidenskabelige Forskningsråd og Statens Humanistiske Forskningsråd. Museet afrapporterer hertil årligt og fremlægger forskningsplaner.
Museets samlinger bruges i forskningen i forbindelse med feltundersøgelser, som mest foregår i Danmark.

## Museets mission
"Naturhistorisk Museums formål er at fremme naturhistorisk forskning og sprede kendskab til videnskabens resultater på dette område. Dette tilgodeses bl.a. ved, at museet driver og støtter forskning, opretholder og videreudvikler de videnskabelige samlinger og de offentligt tilgængelige udstillingssamlinger, samarbejder med andre museer, med de biologiske institutter ved Aarhus Universitet og med forskellige kategorier af skoler med henblik på museets anvendelse i naturhistorieundervisningen". (Fra Naturhistorisk Museums vedtægter godkendt af Statens Museumsnævn den 19. marts 1986)

## Nyt Nature & Science Museum
I 2016 vedtog bestyrelsen Strategi 2030. Ifølge denne udviklingsplan skal Naturhistorisk museum i 2030 være "et internationalt anerkendt og nyskabende naturhistorisk museum" med over 400.000 besøgende årligt. For at opfylde denne vision ønsker man at udvikle og bygge et helt nyt museum på en fremtrædende placering i Aarhus.
Naturhistorisk Museum er takket være en donation på 3 mio. kr. fra Salling Fondene derfor i gang med forundersøgelser til et nyt naturhistorisk og naturvidenskabeligt museum på Aarhus Ø. Undersøgelserne skal blandt andet fastslå, hvor stort det nye museum skal være, samt ikke mindst hvordan økonomien skal hænge sammen. For at museet skal blive til virkelighed, skal indtægt fra et salg af de nuværende museumsbygninger, der ejes af Naturhistorisk Museum, indgå. Bygningerne fra 1941 er vurderet til ca. 60 mio. kr. Derudover vil det være nødvendigt med bidrag fra fonde, private donationer og offentlige særbevillinger
Planen er at bygge et museum på 15.000-20.000 kvadratmeter i størrelse. Til sammenligning udgør de nuværende bygninger i Universitetsparken omkring 6.000 kvadratmeter, hvoraf omkring 2.500 er udstillingsareal. Ambitionen er at indvie det nye museum i 2026.